# Edward Wemple

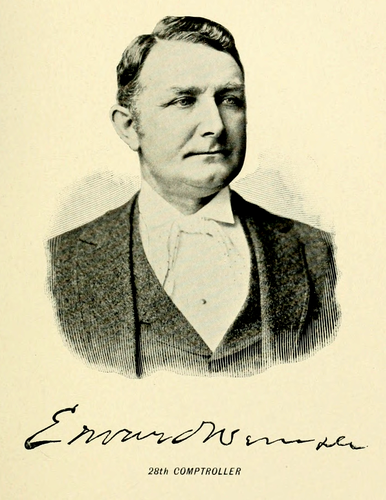
Edward Wemple

Edward Wemple (* 23. Oktober 1843 in Fultonville, New York; † 18. Dezember 1920 ebenda) war ein US-amerikanischer Politiker. Zwischen 1883 und 1885 vertrat er den Bundesstaat New York im US-Repräsentantenhaus.

## Werdegang
Edward Wemple wurde ungefähr drei Jahre vor dem Ausbruch des Mexikanisch-Amerikanischen Krieges im Montgomery County geboren. Er besuchte Gemeinschaftsschulen in Fultonville und die Ashland Academy im Greene County. 1866 graduierte er am Union College in Schenectady. Er studierte Jura eine Zeitlang. Danach ging er dem Gießereigeschäft nach. Er war 1873 Präsident der Village von Fultonville. 1874 wurde er Supervisor von Glen – einen Posten, den er bis 1876 innehatte. Er saß in den Jahren 1877 und 1878 in der New York State Assembly. Politisch gehörte er der Demokratischen Partei an.
Bei den Kongresswahlen des Jahres 1882 für den 48. Kongress wurde Wemple im 20. Wahlbezirk von New York in das US-Repräsentantenhaus in Washington, D.C. gewählt, wo er am 4. März 1883 die Nachfolge des Republikaners George West antrat. Nach einem erfolglosen Wiederwahlversuch 1884 für den 49. Kongress schied er nach dem 3. März 1885 aus dem Kongress aus.
Nach seiner Kongresszeit nahm er wieder seine früheren Geschäftstätigkeiten auf. 1885 saß er im Senat von New York. Er wurde 1887 zum New York State Comptroller gewählt – eine Stellung, die er zwei Amtszeiten bekleidete. Eine erneute Kandidatur scheiterte. Er verstarb am 18. Dezember 1920 in Fultonville und wurde dann auf dem Maple Avenue Cemetery beigesetzt.